# Sarah Helen Whitman
Sarah Helen Whitman (Providence, 1803. január 19. – Providence, 1878. június 27.) amerikai költő, esszéíró, Edgar Allan Poe menyasszonya.

## Élete
Sarah Helen Power néven született egy ősi bostoni ügyvéd, Nicholas Power lányaként. Kvéker szülei szigorú szellemben nevelték. Folyékonyan beszélt németül, franciául és olaszul, és igen művelt volt. 1828-ban házasságot kötött John Winslow Whitman ügyvéddel, aki egyben költő és lapszerkesztő is volt; neki köszönhetően az asszony néhány költeménye, „Helen” aláírással megjelent a Boston Spectator and Ladies' Album című lapban. A házaspár bostoni irodalmi szalonja egyike volt a korszak legszínvonalasabbjainak. Férje 1833-ban bekövetkezett halála után visszaköltözött Providence-be.
Whitman barátságban állt Margaret Fullerrel és más új-angliai értelmiségiekkel. Társadalmi kapcsolatai hatására, valamint Ralph Waldo Emerson bostoni felolvasása nyomán érdekelni kezdte a transzcendentalizmus. Érdekelte továbbá a tudomány, a mesmerizmus és az okkultizmus.

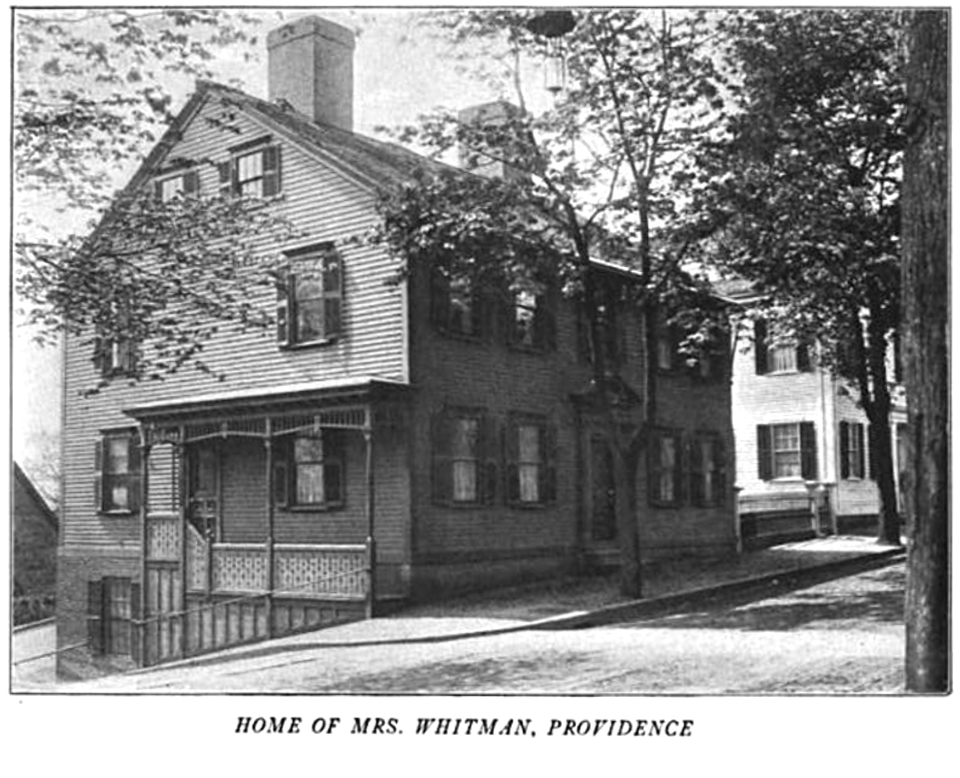
Whitman háza Providence-ben

1848-ban Anne Lynch Botta megkérte Sarah Whitmant, hogy írjon egy verset Valentin-napra. Whitman beleegyezett, és írt egyet To Edgar Allan Poe címmel. Poe hallott erről, és viszonzásképpen névtelenül elküldte korábban megjelent To Helen című költeményét. Whitman nem tudta, hogy a feladó maga Poe volt, és nem válaszolt. Három hónappal később Poe írt egy új költeményt ugyanezzel a címmel, amiben megemlítette, hogy évekkel korábban látta az asszonyt a kertjében.
Állítólagos öngyilkossági kísérletekor Poe Whitmanhoz utazott. Mielőtt felült volna a vonatra, bevett két adag laudánumot. Mire odaért, már nagyon rosszul volt, közel a halálhoz. Ezt követően az asszonnyal töltött négy napot Providence-ben. Az irodalom iránti érdeklődés közös volt bennük, azonban Poe nem becsülte sokra Whitman barátait. Egy ideig leveleztek és verseket küldtek egymásnak, majd 1848. decemberben a nő beleegyezett a házasságba. Poe vállalta, hogy a jegyesség ideje alatt józan marad, de ezt az ígéretet pár napon belül megszegte. Whitman anyja rájött, hogy Poe Annie Richmondot és gyermekkori kedvesét, Sarah Elmira Roystert is megkörnyékezte. Whitman felbontotta az eljegyzést, mert feltehetőleg kapott egy névtelen levelet, ami azt állította, hogy Poe megszegte józansági fogadalmát; Poe azonban a nő anyját vádolta elválásukért. Poe hírhedt első életrajzírója, Rufus Wilmot Griswold azt írta, hogy Poe szándékosan követett el gyalázatos dolgokat részegen az esküvő előtti napon, hogy véget vessen a kapcsolatnak.
Sarah Helen Whitman 75 évesen hunyt el egy barátja otthonában. Végrendeletében hagyatékának nagy részét arra fordította, hogy kiadjon egy kötetet saját és nővére verseiből, de hagyományozott jótékonysági intézményeknek is.

## Munkássága
Esszéket, kritikákat és verseket írt. 1820-tól kezdve versei különböző újságokban, magazinokban és évkönyvekben jelentek meg. Kortársai tehetséges költőnek tartották, aki főleg érzékeny természetleírásaival jeleskedett; ugyanakkor volt olyan kritikus, aki megjegyezte, hogy költeményei néha más költők (William Cullen Bryant, William Wordsworth, Edward Young, Alfred Tennyson, Felicia Hemans, Lydia Sigourney, Edgar Allan Poe) érzéseit, gondolatait, képeit ismétlik Hours of Life, and Other Poems című verseskötete 1853-ban jelent meg. 
Az 1830-as években kezdett esszéket írni, de többségüket 1850 után írta, és legtöbbjük a Providence Daily Journal hasábjain jelent meg. Esszéi széles témakört fednek le: megemlékezés elhunyt barátokról, Providence és környékének leírása, feminizmus, spiritualizmus, olvasmányélmények, beszámolók kiállításokról és operaelőadásokról, lovaglás a New York-i készülő Central Parkban 1860-ban, a japán nagykövet látogatása Manhattanban, útleírások. Esszéiben éles szemű megfigyelő és szellemes volt.
1860-ban, tizenegy évvel Poe halála után kiadott egy könyvet Poe védelmében, elsősorban Rufus Griswold ellen Edgar Allan Poe and His Critics [Edgar Allan Poe és kritikusai] címmel. Egy baltimore-i lap szerint a könyv nemes erőfeszítés volt, de nem törli ki a Grismold-féle életrajzban található méltatlan feljegyzéseket. Poe-n kívül kiállt Percy Bysshe Shelley, Johann Wolfgang von Goethe és George Gordon Byron védelmében is, akiknek erkölcseit a kortársak szintén elítélték.

## Fordítás
- Ez a szócikk részben vagy egészben  a   Sarah Helen Whitman című angol Wikipédia-szócikk ezen változatának fordításán alapul.  Az eredeti cikk szerkesztőit annak laptörténete sorolja fel. Ez a jelzés csupán a megfogalmazás eredetét és a szerzői jogokat jelzi, nem szolgál a cikkben szereplő információk forrásmegjelöléseként.